# Гаральд Таммер
Гаральд Таммер (ест. Harald Tammer, нар. 9 січня 1899 — пом. 6 червня 1942) — естонський легкоатлет, важкоатлет та журналіст, бронзовий призер Літніх Олімпійських ігор 1924 та чемпіон світу 1922 року у важкій атлетиці. Як легкоатлет брав участь Літніх Олімпійських ігор 1920 та 1924 у Штовханні ядра та зайняв відповідно шосте та дванадцяте місце. Він також був прапороносцем своєї збірної у 1920 році та був представником Естонської національної команди на Олімпіадах 1928 та 1936.

## Кар'єра
1915 року Таммер закінчив Таллінську комерційну школу та приєднався до спортивного товариства «Калев». Наступного року завоював призові місця на чемпіонаті Росії у штовханні ядра, метанні диска та метанні молота. Згодом пішов добровольцем на Першу світову війну та на Війну за незалежність Естонії у складі Кайтселійту.
Після демобілізації, у 1921—1928 рр., працював редактором естонської спортивної газети «Eesti Spordileht». У 1923—1933 був журналістом, а у 1933–1940 був головним редактором газети Eesti Päevaleht. У 1928—1940 він був членом Естонського союзу журналістів, а в 1934—1935 очолював Балтійський союз журналістів.
Таммер вивчав юриспруденцію та дипломатію у Інституті політичних досліджень у Парижі з 1931 по 1933 роки. Він також був членом Естонського національного олімпійського комітету з 1933 по 1940 рік та членом Парламенту у 1937—1940 роках.
1940 року недовго працював редактором журналу Revue Baltique. Наступного року, з приходом радянських військ, його було звинувачено у шпигунстві на користь Збройних сили Естонії та арештовано НКВС. Його було відправлено до одного з таборів ГУЛАГУ Нижньогородської області, де він і помер 1942 року.

## Нагороди
- 1924 — Орден Лачплеліса[6]
- 1936 — Орден Естонського Червоного Хреста 2-ого ступеня 1-го підступеня
- 1940 — Орден Естонського Червоного Хреста 2-ого ступеня